# لاواتسا
لاواتسا (ایتالیایی: Lavazza؛ ‏ تلفظ ایتالیایی: [laˈvattsa]) یک شرکت ایتالیایی تولید کنندهٔ قهوه است که در سال ۱۸۹۵ توسط لوئیجی لاواتسا در شهر تورین ایتالیا تأسیس شده‌است. وی در ابتدا این شرکت را به عنوان یک فروشگاه مواد غذایی تأسیس کرد و سپس در سال ۱۹۲۷ آن را به عنوان شرکت ‎Luigi Lavazza S.p.A.‎ ثبت کرد.